# Óxido de cromo(III)
El óxido de cromo(III) es un compuesto inorgánico. Es uno de los principales óxidos del cromo y se utiliza como pigmento, el óxido de cromo verde cuyo Colour Index es PG 17. No debe confundirse con el denominado verde de cromo, pues este es el PG 15, obtenido por la mezcla del PB 27, azul de Prusia (Fe4[Fe(CN)6]3)) + el PY34, amarillo de cromo (PBCrO4)'.

## Estructura y propiedades
El Cr2O3 adopta la estructura del corindón, hexagonal compacta. Consta de una matriz de óxido de aniones con 2/3 de los agujeros octaédricos ocupados por cromo. Al igual que el corindón, Cr2O3 es un material duro, frágil (dureza de Mohs 8-8,5). Es antiferromagnético hasta 307 K, la temperatura de Néel.  No es fácilmente atacado por ácidos o bases, aunque con álcalis fundidos da cromitas (sales con el anión Cr2O42-, no debe confundirse con el mineral cromita). Se vuelve marrón cuando se calienta, pero vuelve a su color verde oscuro original cuando se enfría. También es higroscópico.

## Yacimientos
El Cr2O3 se encuentra de forma natural en el mineral eskolaíta, que se encuentra en ricos en cromo skarns tremolita, metaquartzites y venas de clorito. La eskolaíta es también un componente poco frecuente de los meteoritos de condritas. El mineral tiene el nombre en honor del geólogo fines Pentti Eskola.

## Producción
Los parisinos Pannetier y Binet prepararon en primer lugar, en 1838 mediante de un proceso secreto, la forma transparente de hidratado de Cr2O3, que se vendía como pigmento. Es un derivado del mineral cromita, (Fe, Mg) Cr2O4. La conversión de cromita a cromia se realiza a través del dicromato de sodio ( Na2Cr2O7), que se reduce con azufre a altas temperaturas:
Na2Cr2O7 + S → Na2 SO4 + Cr2 O3
El óxido también se forma por la descomposición de sales de cromo tales como nitrato de cromo o por la descomposición exotérmica de dicromato de amonio.
(NH4 )2 Cr2O7 → Cr2O3 + N2 + 4 H2O
La reacción tiene una baja temperatura de ignición, menos de 200 C, y se utiliza frecuentemente para realizar simulaciones educativas de "volcanes".
El óxido de cromo se puede convertir en cromo metálico a través de una reacción de termita similar a las de óxido de hierro: como diferencia, las termitas de óxido de cromo crea pocas, o ninguna, chispas, ni humo o sonido, pero brilla. Debido al punto de fusión muy alto del cromo, no es práctica la colada mediante termita de cromo.

## Aplicaciones

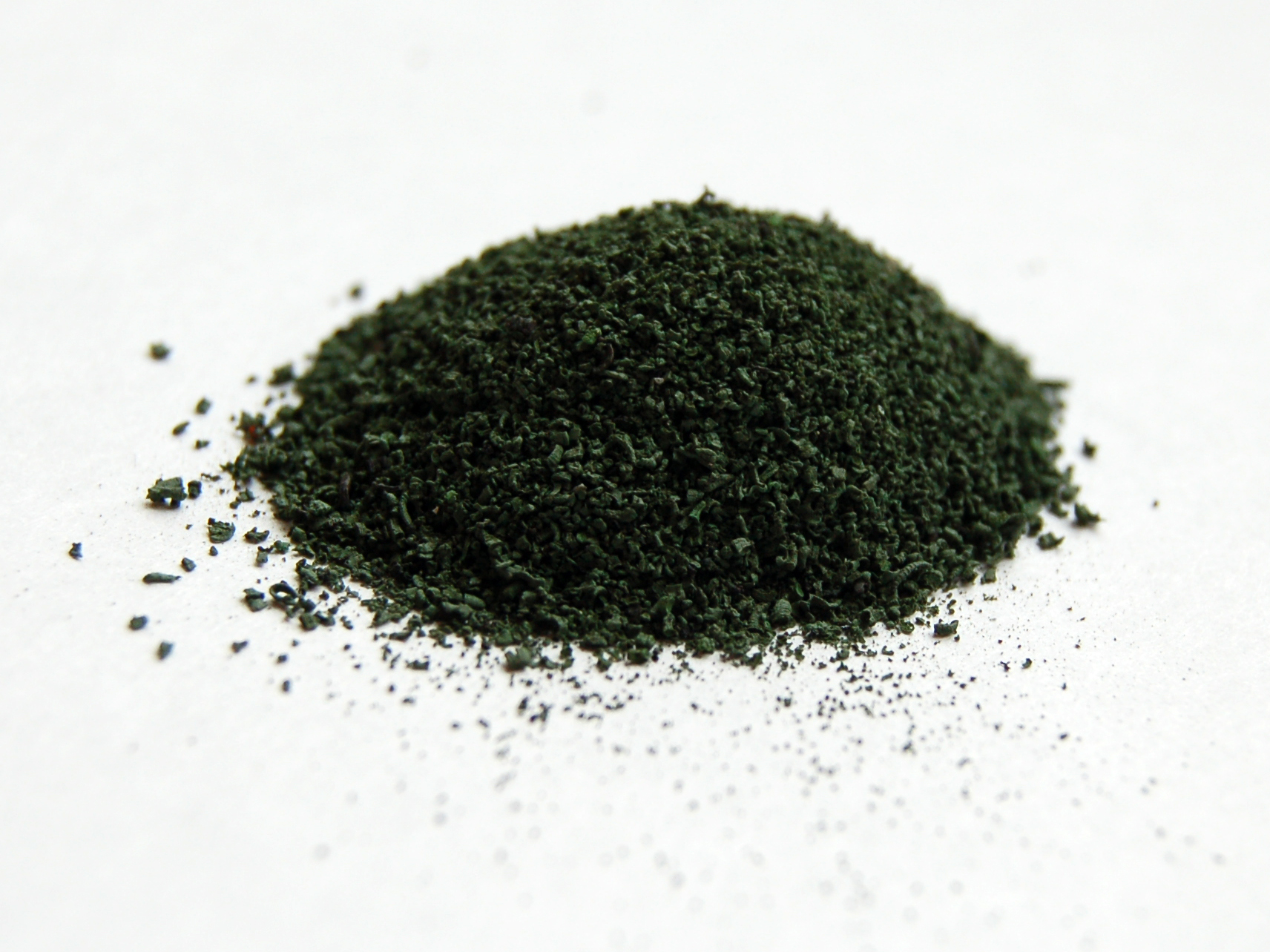
Óxido de cromo(III)

Gracias a su gran estabilidad, óxido de cromo es un pigmento de uso común y originalmente fue llamado Viridian. Se utiliza en pinturas, tintas, y los vasos. Es el colorante en el "verde de cromo" y "verde institucional". El óxido de cromo(III) es el precursor del pigmento magnético dióxido de cromo, de acuerdo con la siguiente reacción:
Cr2O3 + 3 CrO3 → 5 CrO2 + O2
Es uno de los materiales que se emplean para pulir el filo de las navajas de afeitar en una pieza de cuero (también llamado suavizador ). En este contexto, es a menudo conocido como compuesto verde. En la curtiduría se emplea como auxiliante para llevar acabado lo que se conoce como "proceso de curtido al cromo"